# Antonio Masip Hidalgo
Antonio Masip Hidalgo (* 3. Mai 1946, Oviedo) ist ein spanischer Rechtsanwalt und Politiker der sozialistischen Partei PSOE. Er ist Mitglied des Europäischen Parlaments.

## Leben
Nach einem Studium der Rechts- und Wirtschaftswissenschaften an der Universität Deusto war Masip Hidalgo ab 1972 als Rechtsanwalt tätig. Er setzte sich gegen die Franco-Diktatur ein und war Mitglied in der linken Widerstandsorganisation Frente de Liberación Popular. Nach dem Übergang zur Demokratie trat er 1977 auf der Liste der Kleinpartei Unidad Regionalista zu den ersten demokratischen Wahlen an; 1979 trat er der PSOE bei.
1982 wurde Masip Hidalgo Minister für Bildung, Kultur und Sport in der Regionalregierung von Asturien. Im Jahr darauf gab er dieses Amt wieder auf, nachdem er zum Bürgermeister von Oviedo gewählt worden war, ein Amt, das von 1957 bis 1963 schon sein Vater Valentín Macip Acevedo innegehabt hatte. Masip Hidalgo war damit von 1983 bis 1991 der erste sozialistische Bürgermeister von Oviedo seit der Zweiten Spanischen Republik. Außerdem war er von 1982 bis 1987 Mitglied im Regionalparlament von Asturien.
Von 2000 bis 2004 war Masip Hidalgo Mitglied des PSOE-Parteivorstands. Bei den Europawahlen 2004 und 2009 wurde er ins Europäische Parlament gewählt, wo er Mitglied im Rechtsausschuss ist.
Masip Hidalgo ist verheiratet und hat zwei Kinder. Er ist Autor mehrerer Bücher zu Oviedo sowie von Abhandlungen über den spanischen Bürgerkrieg in Asturien und andere politisch-historische Themen.

## Auszeichnungen
- 1989: Ehrenring der Stadt Bochum, Partnerstadt von Oviedo[1]